# Остеоцит

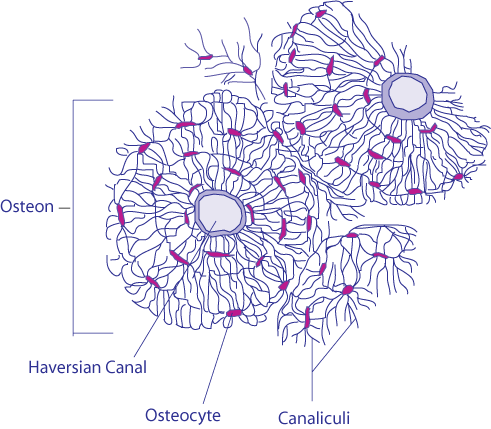
Фрагмент кістки

Остеоцит — (від лат. os — кістка, грец. cytus — клітина) — клітина кісткової тканини хребетних тварин і людини. Формуються із остеобластів в процесі розвитку кісткової тканини. Тіла остеоцитів розташовуються в порожнинах основної речовини кістки, які називаються кістковими лакунами, а їх довгі відростки - в канальцях, що відходять від порожнин. У людському організмі остеоцит має приблизні розміри 10 мікрон по короткій осі і 20 мікрон - по довгій.
Остеоцити мають зірчасту форму, вони забезпечені розгалуженими відростками, часто стикаються з відростками сусідніх клітин. Синцитійного зв'язку між ними, ймовірно не існує, а клітини утворюють на кінцях відростків контакти типу десмосом (які зв'язують їх з іншими остеоцитами). Відростки кісткових клітин знаходяться в порожнинах, званих "кістковими канальцями". За цим канальцям здійснюється проникнення поживних речовин з кровоносних судин в кісткові клітки. При старінні і загибелі остеоцитів відростки їх стискаються і кісткові канальці виявляються спустошеними.